# Encore Films
Encore Films là một công ty phân phối và sản xuất phim ở Singapore. Công ty chủ yếu phân phối các bộ phim Nhật Bản và các nước khác trong khu vực Châu Á như Singapore, Malaysia, Indonesia, Việt Nam, Brunei, Hồng Kông và Đài Loan. Một vài tựa phim được phân phối bởi Encore Films bao gồm Death Note, Non-Stop, Vua Kung Fu, Kiếm Rồng (phim 2015), Cold War 1 & 2, Đại chiến Titan 1 & 2 cũng như các bộ phim của Studio Ghibli như Gake no Ue no Ponyo và Kaze Tachinu. Năm 2016, công ty sản xuất bộ phim đầu tiên ở Singapore Young & Fabulous - Tuổi siêu quậy.

## Lịch sử
Công ty được thành lập vào năm 2003 bởi đạo diễn và nhà sản xuất người Singapore Joyce Lee, với mục tiêu "mang lại những bộ phim hấp dẫn cho khán giả khu vực Đông Nam Á". Công ty chị em Simply Fun xử lý phân phối video, phụ đề điện ảnh và các dịch vụ hậu kỳ khác.

## Phân phối

### Phát hành
Phim Death Note, bao gồm Death Note, Death Note 2: The Last Name, spin-off L Change the World và Death Note: Light Up The New World, là người giữ kỷ lục phòng vé cho bộ phim Nhật Bản trong 11 năm qua. Bốn bộ phim đã thu về hơn 5,2 triệu đô la Singapore cộng lại và trở thành loạt phim Nhật Bản số 1 tại Singapore.
Hai bộ phim Dragon Blade và Attack on Titan nằm trong số 10 phim châu Á hàng đầu tại Singapore năm 2015, với doanh thu phòng vé lần lượt là 2,6 triệu đô la Singapore và 821.500 đô la Singapore. Phim Dragon Blade bao gồm các dine64 viên – Jackie Chan, John Cusack, Adrien Brody, Choi Si-won, Lin Peng, và Mika Wang – thăm Singapore vào tháng 2 năm 2015 cho buổi họp báo phim, thảm đỏ và sự kiện ra mắt.
Cold War 2 - Điệp vụ đối đầu 2 trở thành một trong 10 phim châu Á hàng đầu tại Singapore năm 2016, với doanh thu phòng vé là 2,1 triệu đô la Singapore. Vào tháng 7 năm 2016, các ngôi sao của "Cold War 2 - Điệp vụ đối đầu 2" – Châu Nhuận Phát, Quách Phú Thành, và Bành Vu Yến – quảng bá bộ phim tại Singapore với buổi họp báo, thảm đỏ và sự kiện ra mắt gala được tổ chức tại Marina Bay Sands. Phần tiếp theo đứng đầu phòng vé trong cuối tuần công chiếu, và cuối cùng tăng gấp đôi thu nhập phòng vé của bộ phim đầu tiên..
Công ty phát hành bộ phim của Makoto Shinkai "Your Name – Tên cậu là gì?" tại Việt Nam vào tháng 1 năm 2017, đã trở thành bộ phim Nhật Bản số 1 trong nước.
Vào ngày 30 tháng 8 năm 2019, bộ phim Weathering With You – Đứa con của thời tiết của tác giả Makoto Shinkai được công chiếu tại Việt Nam.
| Hạng | Tên phim                           | Năm  | Tổng doanh thu phòng vé (SGD) |
| ---- | ---------------------------------- | ---- | ----------------------------- |
| 1    | Vua Kung Fu                        | 2008 | $3,350,000                    |
| 2    | Kiếm Rồng                          | 2015 | $2,587,457                    |
| 3    | Điệp vụ đối đầu 2                  | 2016 | $2,062,210                    |
| 4    | Death Note 2: The Last Name        | 2006 | $1,750,000                    |
| 5    | Death Note                         | 2006 | $1,420,000                    |
| 6    | Quan Vân Trường                    | 2011 | $1,330,000                    |
| 7    | Tuổi siêu quậy                     | 2016 | $1,316,206                    |
| 8    | L Change the World                 | 2008 | $1,280,000                    |
| 9    | Thiến nữ u hồn                     | 2011 | $970,658                      |
| 10   | Điệp vụ đối đầu                    | 2012 | $919,998                      |
| 11   | Death Note: Light Up The New World | 2016 | $852,473                      |
| 12   | Wishing Stairs                     | 2003 | $840,000                      |
| 13   | Đại chiến Titan                    | 2015 | $821,485                      |
| 14   | Vô cực                             | 2005 | $718,000                      |
| 15   | League of Gods                     | 2016 | $713,257                      |
| 16   | Killers                            | 2010 | $683,050                      |
| 17   | Cờ Thái cực giương cao             | 2004 | $580,000                      |
| 18   | My Girlfriend is an Agent          | 2009 | $553,417                      |
| 19   | The Guillotines                    | 2012 | $532,894                      |
| 20   | Tứ đại danh bổ (phim)              | 2012 | $530,766                      |
| 21   | Monga                              | 2010 | $458,975                      |
| 22   | Keeper of Darkness                 | 2015 | $435,786                      |
| 23   | Gake no Ue no Ponyo                | 2009 | $428,501                      |
| 24   | Ju-On 3                            | 2014 | $402,280                      |
| 25   | Đại chiến Titan 2                  | 2015 | $393,568                      |

| Thứ tự | Tên phim                                   | Năm  |
| ------ | ------------------------------------------ | ---- |
| 1      | Your Name – Tên cậu là gì?                 | 2017 |
| 2      | Dáng hình thanh âm (phim)                  | 2017 |
| 3      | Góc khuất của thế giới                     | 2017 |
| 4      | Tớ muốn ăn tụy của cậu                     | 2019 |
| 5      | Thợ săn thành phố - Căn cứ bí mật Shinjuku | 2019 |
| 6      | Đứa con của thời tiết                      | 2019 |
| 7      | Na Tra: Ma đồng giáng thế                  | 2019 |
| 8      | Bầu trời xanh của em                       | 2020 |

## Sản xuất
Được sản xuất và đồng đạo diễn bởi Joyce Lee, phim đầu tiên của công ty Young & Fabulous - Tuổi siêu quậy được sản xuất với ngân sách 1,5 triệu đô la Singapore với các ngôi sao Phùng Vỹ Trung, người nổi tiếng Internet Malaysia Joyce Chu, Joshua Tan của Ah Boys to Men, Gurmit Singh, Henry Thia, Quan Yi Fong, Jeffrey Xu và Jordan Ng. Bộ phim kể về ba người vị thành niên phấn đấu để vượt qua nhiều trở ngại để thực hiện ước mơ của họ. Phim đã thu về hơn 1,3 triệu đô la Singapore tại phòng vé Singapore và là một trong bốn bộ phim Singapore đạt 1 triệu đô la Singapore tại phòng vé địa phương. Tuổi siêu quậy cũng trở thành một trong 10 phim châu Á hàng đầu tại Singapore năm 2016. Bộ phim sau đó đã được phát hành tại Malaysia, Indonesia, và Việt Nam.

### Trang web tiếng Việt
- Encore Films trên Instagram
- Encore Films trên Twitter
- Encore Films trên Facebook